# Аджей, Ричард
Ричард Аджей (нем. Richard Adjei; 30 января 1983, Дюссельдорф — 26 октября 2020, Дюссельдорф) — немецкий бобслеист, серебряный призёр Олимпийских игр 2010 года в двойках. Чемпион мира и Европы 2011 года в четвёрках. Первый чернокожий спортсмен, представлявший Германию на зимних Олимпийских играх.

## Биография
Ричард (Рихард) Аджей — сын иммигранта из Ганы и немки.
Начинал свою спортивную карьеру как игрок в американский футбол, играл за команды «Райн Файр», «Берлин Тандер», «Дюссельдорф Пантер».
С 2007 года участвовал в соревнованиях по бобслею. 9 января 2010 впервые принял участие в этапе Кубка мира и сразу же одержал победу в соревнованиях двоек. В феврале 2010 стал серебряным призёром Олимпиады в Ванкувере в паре с Томасом Флорщюцем.
Умер 26 октября 2020 года в возрасте 37 лет в результате сердечного приступа.

### Выступления на Олимпийских играх
| Олимпийские игры | Возраст | Команда  | Пилот         | Двойки | Четвёрки |
| ---------------- | ------- | -------- | ------------- | ------ | -------- |
| 2010 Ванкувер    | 27      | Германия | Томас Флоршюц | 2      | 4        |